# Најдужи дан (филм)
Најдужи дан (енгл. The Longest Day) амерички је ратни филм базиран на истоименој књизи Корнилијуса Рајана. Филм прати дешавања током Битке за Нормандију у Другом светском рату.

## Радња
Филм говори о догађајима од 6. јуна 1944. године, када су се америчке трупе, 82. и 101. дивизија, искрцале у близини града Сен Мер Еглиз. Филм се састоји од три дела:
- припрема савезника за искрцавање, чекање да се време поправи
- кретање огромне армаде преко Ламанша, прелиминарно пуштање падобранаца и командоса иза непријатељских линија
- напад на плаже Нормандије.

Слика кључне инвазије савезничких снага испресецана је одговором Немаца на откриће армаде: „Оне хиљаде бродова за које сте рекли да их савезници нису имали, па, већ су овде!“ - јавља се немачки официр у штаб армије.

## Улоге
| Глумац              | Улога                                                     |
| ------------------- | --------------------------------------------------------- |
| Еди Алберт          | пуковник Томпсон                                          |
| Пол Енка            | ренџер америчке војске                                    |
| Арлети              | мадам Баро                                                |
| Жан-Луј Баро        | отац Луј Рулан                                            |
| Ричард Брејмер      | Дaч Шулц                                                  |
| Ханс Кристијан Блех | мајор Вернер Плускат                                      |
| Бурвил              | градоначелник Колвила                                     |
| Ричард Бертон       | пилот Дејвид Кембел                                       |
| Волфганг Битнер     | генерал-мајор др Ханс Шпајдел                             |
| Ред Батонс          | редов Џон Стил                                            |
| Полин Картон        | служавка                                                  |
| Шон Конери          | редов Фланаган                                            |
| Реј Дантон          | капетан Франк                                             |
| Ирина Демик         | Жaнин Боaтaр                                              |
| Фред Дер            | мајор америчких ренџера                                   |
| Фабијан             | ренџер америчке војске                                    |
| Мел Ферер           | генерал мајор Роберт Хејнс                                |
| Хенри Фонда         | бригадни генерал Теодор Рузвелт млађи                     |
| Стив Форест         | капетан Хардинг                                           |
| Герт Фребе          | наредник Кафекане                                         |
| Лио Ген             | бригадни генерал Едвин П. Паркер млађи                    |
| Џон Грегсон         | британски свештеник у војсци                              |
| Пол Хартман         | фелдмаршал Герд фон Рундштет                              |
| Питер Хелм          | млади војник                                              |
| Вернер Хинц         | фелдмаршал Ервин Ромел                                    |
| Доналд Хјустон      | пилот краљевског ваздухопловства у ваздушној бази         |
| Џефри Хантер        | наредник (касније поручник) Џон Х. Фулер (као Џеф Хантер) |
| Карл Јон            | генерал Волфганг Хагер                                    |
| Курд Јиргенс        | Генерал-мајор Гинтер Блумбентрит (као Курт Јиргенс)       |
| Александер Нокс     | генерал-мајор Волтер Бедел Смит                           |
| Питер Лофорд        | лорд Ловат                                                |
| Фернад Леду         | Луј                                                       |
| Кристијан Маркан    | командант Филип Кифер (вођа командоса)                    |
| Дјуи Мартин         | редов Вајлдер                                             |
| Роди Макдауал       | редов Морис                                               |
| Мајкл Медвин        | редов Вотни                                               |
| Сал Минио           | редов Мартини                                             |
| Роберт Мичам        | бригадни генерал Норман Кота                              |
| Кенет Мур           | каптан Колин Мауд                                         |
| Рихард Минх         | генерал Ерих Маркс                                        |
| Едмонд О`Брајан     | генерал Рејмонд Д. Бартон                                 |
| Лесли Филипс        | официр краљевског ваздухопловства                         |
| Волфганг Прајс      | генерал-мајор Макс Пемсел                                 |
| Рон Рандел          | Џо Вилијамс                                               |
| Мадлен Рено         | главна опатица                                            |
| Жорж Ривјер         | наредник Ги де Монтлор                                    |
| Норман Росингтон    | редов Клаф                                                |
| Роберт Рајан        | бригадни генерал Џејмс М. Гејвин                          |
| Томи Сендс          | ренџер америчке војске                                    |
| Џорџ Сегал          | ренџер америчке војске                                    |
| Жан Серве           | Жанжар                                                    |
| Род Стајгер         | командант Разарача                                        |
| Ричард Тод          | мајор Џон Хауард                                          |
| Том Трајон          | поручник Вилсон                                           |
| Питер ван Ајк       | потпуковник Окер                                          |
| Роберт Вагнер       | ренџер америчке војске                                    |
| Ричард Вотис        | британски падобранац                                      |
| Стуарт Витман       | поручник Шин                                              |
| Џорџс Вилсон        | Александар Рено                                           |
| Џон Вејн            | потпуковник Бенџамин Вандерверт                           |